# Husqvarna CR
La Husqvarna CR è una categoria di motocicletta con motore a due tempi della casa motociclistica Husqvarna presentata nel 1972 con la 400, questa moto è stata prodotta in varie cilindrate (50, 65, 125, 250 cm³ e 360-390-400-430).
Questa serie è stata accompagnata a partire dal 2002 dalla Husqvarna TC che si contraddistingue per il motore a quattro tempi.

## 50 & 65
Introdotte nel mercato a metà del 2010.

## 125
Si trattava di una moto destinata alle competizioni del motocross a partire dal 1975, il propulsore era un motore a due tempi raffreddato ad aria.
Nel 1984 viene utilizzato il sistema di raffreddamento a liquido e si passa da un sistema Doublecross al Monocross a leveraggi, inoltre c'è il passaggio dal motore 55,75x51 a 55x52,5 che cambia nuovamente misure nel 1988 diventando 56x50,6, cambia nuovamente misure nel 1997 diventando 54x54,5,
Nel 1985 si passa da un sistema frenante a tamburo integrale a disco anteriore, mentre nel 1989 si passa al sistema a disco integrale,
Nel 1988 con l'acquisizione da parte di Cagiva l'anno precedente, si cambia blocco motore e telaio, presi direttamente dalla Cagiva WMX e s'introduce il sistema allo scarico CTS (Cagiva Tourque System), che nel 1989 non presenterà più le scritte Cagiva, ma Husqvarna e il sistema di scarico cambierà nome in HTS (Husqvarna Torque System),
Nel 1990 viene montata una nuova forcella a steli rovesciati.
Nel 2000 e poi nel 2006 si ha una nuova veste che riduce le dimensioni della stessa.
Nel 2009 si ha un nuovo telaio e la riduzione delle dimensioni dei portanumeri laterali.

## 250
Si trattava di una moto destinata alle competizioni del motocross a partire dal 1973, il propulsore era un motore a due tempi raffreddato ad aria.
Nel 1984 viene utilizzato il sistema di raffreddamento a liquido,
Nel 1985 si passa da un sistema Doublecross al Monocross a leveraggi e si passa da un sistema frenante a tamburo integrale a disco anteriore, mentre nel 1989 si passa al sistema a disco integrale,
Nel 1987 c'è il passaggio dal motore dalle misure 69,5x65 a 70x64, cambiando ulteriormente nel 1999 diventando 66,4x72,
Nel 1989 viene montata una nuova forcella a steli rovesciati e s'introduce il sistema allo scarico HTS (Husqvarna Torque System).
Nel 2000 si ha una nuova veste che riduce le dimensioni della stessa.
Il 2005 è stato l'ultimo anno di produzione del modello.

## 360-390-400-430
Fu introdotta nel 1972 con la cilindrata 400 cm³, l'anno successivo 1973 ridotta a 360 cm³, l'anno successivo 1974 maggiorata a 390 cm³, nel 1981 viene maggiorata a 430 cm³ e prodotta fino al 1989.
Nel 1985 viene utilizzato il sistema di raffreddamento a liquido e si passa da un sistema Doublecross al Monocross a leveraggi,
Nel 1986 si passa da un sistema frenante a tamburo integrale a disco anteriore.